# Rock for Light
Albums de Bad Brains
Bad Brains
(1982) I Against I
(1986)
Rock for Light est le deuxième album studio du groupe de punk hardcore et de reggae américain Bad Brains, sorti en 1983. Il est produit par Ric Ocasek des Cars. La réédition de 1991 est remixée par Ocasek et le bassiste Darryl Jenifer. La version rééditée contient quelques pistes supplémentaires, un ordre des pistes modifié, des mixages sensiblement différents et, sur la plupart des pistes, une augmentation de la vitesse du master qui se traduit par une augmentation de la hauteur d'un demi-ton. 
Le disque contient de nouvelles chansons de punk hardcore et de reggae ainsi qu'un certain nombre de morceaux du premier album, Bad Brains, sorti uniquement en cassette, réenregistrées pour l'occasion. Ces titres sont Sailin' On, Attitude, Banned in D.C., F.V.K., Big Take Over et Right Brigade. Rock For Light est le dernier album de Bad Brains à ne présenter que ces deux styles de musique, car le groupe expérimentera ensuite le funk, la soul et le heavy metal.
Etant donné que Bad Brains se sépare après la sortie de Rock for Light, cet album est le dernier paru avant trois ans. C'est la première de plusieurs ruptures de ce type au cours de leur carrière.
Le mix original n'est disponible que sur la version vinyle de PVC Records, épuisée, et sur les rééditions CD de 1987 jusqu'en 2021. Certains des mix originaux figurent aussi dans la compilation Banned in DC.

## Réception
Critique pour The Village Voice en décembre 1983, Robert Christgau déclare : « Plus que les guitares de Dr. Know, c'est la gorge distinctive, sinon exactement autoritaire, de RH qui fournit ici la qualité. Bien qu'il reprenne cinq morceaux de leur cassette ROIR, [l'album] est définitif en vertu de sa production par Ric Ocasek et du son vinyle ».  Ian Cranna, évaluant la réédition de l'album en 1991 pour Q, note que l'original « n'a jamais tout à fait capturé l'excitation pleine et féroce du groupe », mais fait l'éloge de la réédition. 
Rock for Light est un des albums favoris de Kurt Cobain, qui l'écoute en boucle lorsqu'il a 19 ans,.

## Liste des pistes

### Édition originale vinyle et CD
Face A
1. Coptic Times - 2:11
2. Attitude − 1:12
3. We Will Not - 1:39
4. Sailin' On - 1:50
5. Rally 'Round Jah Throne - 4:39
6. Right Brigade - 2:13
7. F.V.K. - 1:00
8. Riot Squad - 2:07
9. The Meek Shall Inherit the Earth - 3:35

Face B
1. Joshua's Song - 0:33
2. Banned in D.C. - 2:03
3. How Low Can a Punk Get? − 1:55
4. Big Takeover - 2:35
5. I and I Survive - 5:17
6. Destroy Babylon - 1:23
7. Rock for Light - 1:40
8. At the Movies - 2:18

### CD réédité et remasterisé
1. Big Takeover - 2:29
2. Attitude − 1:09
3. Right Brigade - 2:07
4. Joshua's Song - 0:32
5. I and I Survive - 5:13
6. Banned in D.C. - 1:57
7. Supertouch - 2:20
8. Destroy Babylon - 1:19
9. F.V.K. (Fearless Vampire Killers) - 0:58
10. The Meek - 3:37
11. I − 1:55
12. Coptic Times - 2:06
13. Sailin' On - 1:45
14. Rock for Light - 1:36
15. Rally 'Round Jah Throne - 3:58
16. At the Movies - 2:16
17. Riot Squad- 1:59
18. How Low Can a Punk Get? − 1:49
19. We Will Not - 1:34
20. Jam - 1:15

### Remastérisation ORG de 2021
1. Coptic Times - 2:11
2. Attitude − 1:11
3. We Will Not - 1:39
4. Sailin' On - 1:50
5. Rally 'Round Jah Throne - 4:39
6. Right Brigade - 2:13
7. F.V.K. - 1:00
8. Riot Squad- 2:07
9. The Meek Shall Inherit the Earth- 3:35
10. Joshua's Song - 0:33
11. Banned in D.C. - 2:02
12. How Low Can a Punk Get? − 1:55
13. Big Takeover - 2:35
14. I and I Survive - 5:17
15. Destroy Babylon - 1:23
16. Rock for Light - 1:40
17. At the Movies - 2:18

## Personnel

### Bad Brains
- HR - chant
- Darryl Jenifer – basse, chœurs, percussions, synthétiseur Prophet 5
- Earl Hudson - batterie, chœurs, percussions
- Dr. Know - guitare, choeurs, piano, orgue

### Musiciens additionnels
- Dave Id - chœurs sur Destroy Babylon et Coptic Times

## Reprises
De nombreuses chansons de cet album font l'objet de reprises par différents artistes. C'est le cas notamment de : 
- Big Takeover, enregistrée par John Frusciante (1994) ou Burning Heads (2020).
- Right Brigade, par The Spudmonsters (1997).
- Sailin' On, par Living Colour (1991), No Doubt (1995), Moby (1999), HIM (2008) et Soulfly (2008).